# V2G

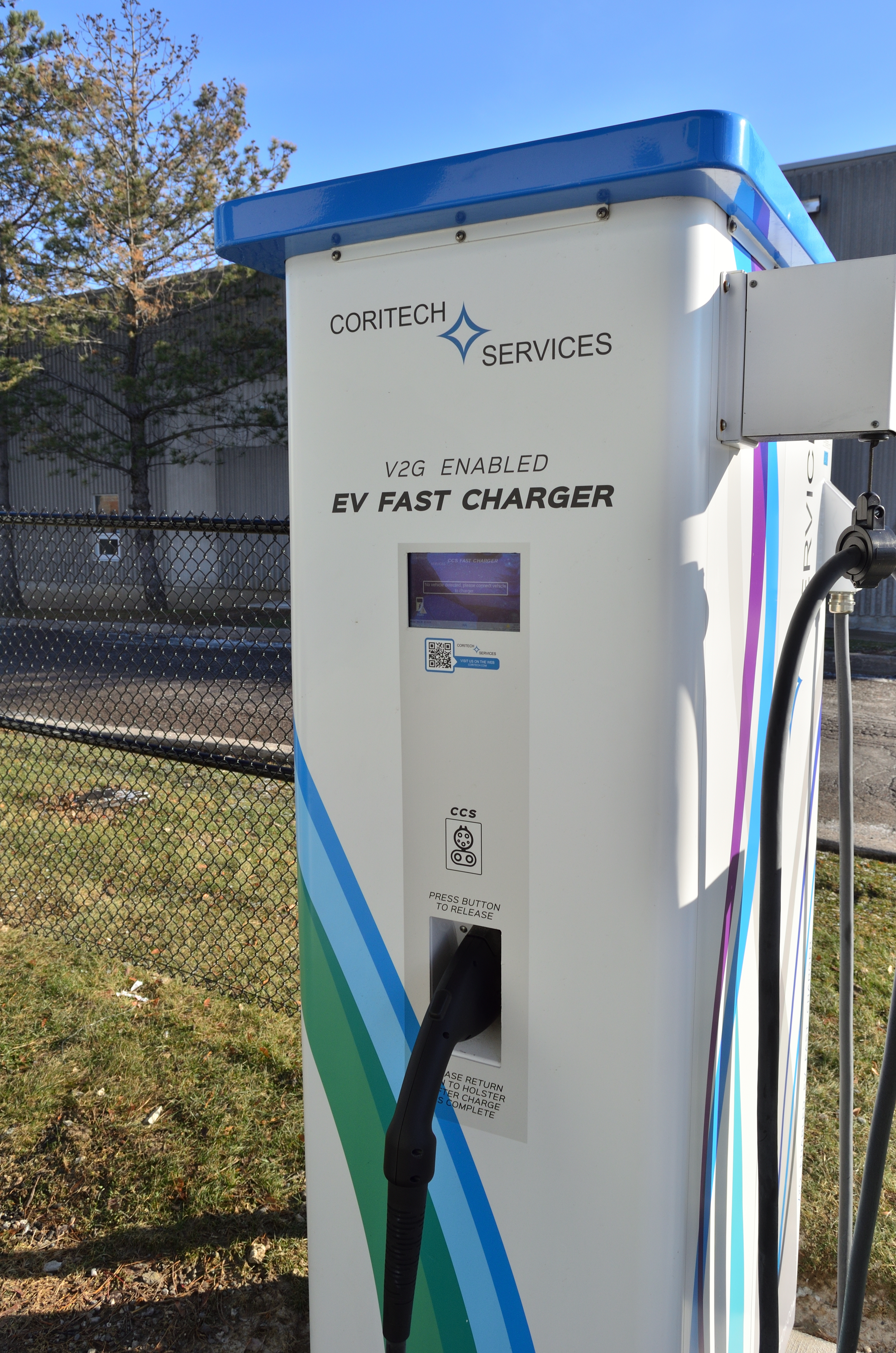

Vehicle-to-grid (V2G) é o conceito de uso bidirecional de energia, envolve levar energia não utilizada do carro para a rede inteligente. Os benefícios incluem facilitar serviços auxiliares, reduzir custos e preocupações ambientais. O aumento da penetração dos Veículos Elétricos (VEs) como alternativa aos sistemas estacionários de armazenamento de energia tem atraído muita atenção tanto da academia quanto da indústria devido à estabilização da rede elétrica e descarbonização das áreas urbanas.
Os veículos elétricos plug-in incluem veículos elétricos a bateria (BEV), híbridos plug-in (PHEV) e veículos a hidrogênio. Eles compartilham a capacidade de gerar eletricidade. Essa eletricidade é normalmente usada para alimentar o veículo. No entanto, a qualquer momento, 95% dos carros estão estacionados, enquanto a sua energia permanece sem utilização. A V2G prevê enviar parte da energia armazenada para a rede (ou reduzir as taxas de cobrança para extrair menos energia da rede). Um relatório de 2015 concluiu que os proprietários de veículos poderiam receber pagamentos significativos.
As baterias têm um número finito de ciclos de carregamento, bem como uma vida útil, portanto o V2G pode afetar a longevidade da bateria. A capacidade da bateria é uma função complexa da química da bateria, taxas de carga/descarga, temperatura, estado de carga e idade, e evolui com o aprimoramento da tecnologia. A maioria dos estudos que utilizam taxas de descarga lentas mostram apenas uma pequena percentagem de degradação adicional, enquanto um estudo sugeriu que a utilização de veículos para armazenamento na rede poderia melhorar a longevidade.
Os veículos com células de combustível de hidrogénio (FCV) com tanques contendo 5,6 kg de hidrogénio podem fornecer mais de 90 kWh de eletricidade.  As baterias dos veículos podem conter 100 kWh ou mais.
A redução das taxas de cobrança, denominada V2G unidirecional (UV2G), é tecnicamente mais simples do que fornecer energia para a qual muitos PEVs não estão equipados. O UV2G pode ser estendido limitando outras atividades, como aquecimento/resfriamento de ar.